# The Angry Silence
The Angry Silence (br Momentos de Angústia) é um filme britânico de 1960, do gênero drama, dirigido por Guy Green e estrelado por Richard Attenborough. O roteirista Bryan Forbes ganhou um BAFTA e uma indicação ao Oscar por esse filme.

## Sinopse
A história é sobre um operário que se recusa a aderir a uma greve ilegal e é rejeitado pelos outros trabalhadores.

## Elenco
- Richard Attenborough - Tom Curtis
- Pier Angeli - Anna Curtis
- Michael Craig - Joe Wallace
- Bernard Lee - Bert Connolly
- Alfred Burke - Travers
- Geoffrey Keen - Davis
- Laurence Naismith - Martindale
- Russell Napier - Thompson
- Penelope Horner - Pat
- Brian Bedford - Eddie
- Brian Murray - Gladys
- Norman Bird - Roberts